# Gussasphalt

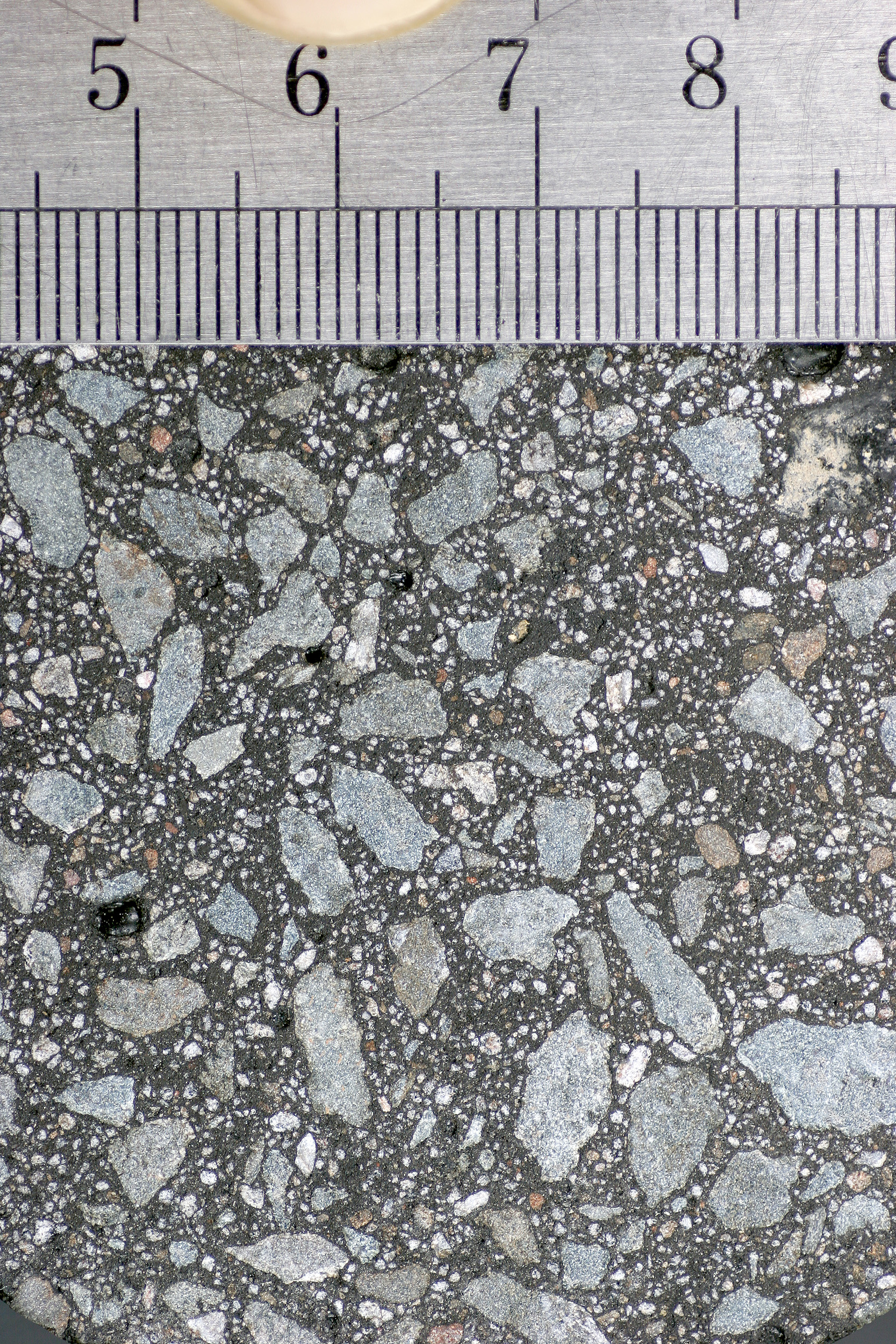
Querschnitt Gussasphalt 0/5

Gussasphalt ist ein Baustoff und gehört zur Gruppe der Asphalte. Es handelt sich dabei um ein Gemisch aus feinen und groben Gesteinskörnungen und Bitumen, das beim Einbau gieß- und streichbar ist. Im Gegensatz zum Stampf- und Walzasphalt ist bei Verwendung von Gussasphalt keine Verdichtungsarbeit nötig. Gussasphalt wird eingesetzt als Straßenbelag, als Estrich, als Bodenbelag und für Abdichtungen in Innenräumen, Parkräumen und Ingenieurbauwerken.

## Technische Eigenschaften
| Härteklassen von Gussasphalt nach EN 13813 | Härteklassen von Gussasphalt nach EN 13813           | Härteklassen von Gussasphalt nach EN 13813           | Härteklassen von Gussasphalt nach EN 13813           |
| ------------------------------------------ | ---------------------------------------------------- | ---------------------------------------------------- | ---------------------------------------------------- |
| Härteklasse                                | Eindringtiefe in 0,1 mm bei einem Stempelquerschnitt | Eindringtiefe in 0,1 mm bei einem Stempelquerschnitt | Eindringtiefe in 0,1 mm bei einem Stempelquerschnitt |
| Härteklasse                                | 100 mm²                                              | 100 mm²                                              | 500 mm²                                              |
| Härteklasse                                | 22 °C – 5 h                                          | 40 °C 2 h                                            | 40 °C 0,5 h                                          |
| IC 10                                      | ≤ 10                                                 | ≤ 40                                                 | -                                                    |
| IC 15                                      | ≤ 15                                                 | ≤ 60                                                 | -                                                    |
| IC 40                                      | -                                                    | -                                                    | > 15 bis 40                                          |
| IC 100                                     | -                                                    | -                                                    | > 40 bis 100                                         |

| Anforderungen an Gussasphalt nach TL Asphalt-StB 07/13 | Anforderungen an Gussasphalt nach TL Asphalt-StB 07/13 | Anforderungen an Gussasphalt nach TL Asphalt-StB 07/13 | Anforderungen an Gussasphalt nach TL Asphalt-StB 07/13 | Anforderungen an Gussasphalt nach TL Asphalt-StB 07/13 | Anforderungen an Gussasphalt nach TL Asphalt-StB 07/13 | Anforderungen an Gussasphalt nach TL Asphalt-StB 07/13 |
| ------------------------------------------------------ | ------------------------------------------------------ | ------------------------------------------------------ | ------------------------------------------------------ | ------------------------------------------------------ | ------------------------------------------------------ | ------------------------------------------------------ |
| Bezeichnung                                            | MA 11S                                                 | MA 8 S                                                 | MA 5 S                                                 | MA 11 N                                                | MA 8 N                                                 | MA 5 N                                                 |
| Grobe Gesteinskörnung in M.-%                          | 45–55                                                  | 40–50                                                  | 35–45                                                  | 45–55                                                  | 40–50                                                  | 35–45                                                  |
| Füller (Steinmehl) in M.-%                             | 20–28                                                  | 22–30                                                  | 24–32                                                  | 20–28                                                  | 22–30                                                  | 24–32                                                  |
| Bitumengehalt mindestens in M.-%                       | 6,8                                                    | 7,0                                                    | 7,0                                                    | 6,8                                                    | 7,0                                                    | 7,5                                                    |
| Minimale statische Eindringtiefe in mm                 | 1,0                                                    | 1,0                                                    | 1,0                                                    | 1,0                                                    | 1,0                                                    | 1,0                                                    |
| Maximale statische Eindringtiefe in mm                 | 3,0                                                    | 3,0                                                    | 3,0                                                    | 4,0                                                    | 4,0                                                    | 4,0                                                    |
| Zunahme Eindringtiefe in mm                            | 0,4                                                    | 0,4                                                    | 0,4                                                    | 0,6                                                    | 0,6                                                    | 0,6                                                    |
| dynamische Eindringtiefe in mm                         | ist anzugeben                                          | ist anzugeben                                          | ist anzugeben                                          |                                                        |                                                        |                                                        |

## Anwendungen
Gussasphalt wird (Anteil in Deutschland 50 %) im Hoch- und Industriebau als Gussasphaltestrich und in Verbindung mit Polymerbitumen-Schweißbahnen als Bauwerksabdichtung eingesetzt (beispielsweise in Parkräumen, Hofkellerdecken oder auf erdüberschütteten Bauwerken).
Ein weiteres wichtiges Anwendungsgebiet (Anteil etwa 25 %) stellt die Verwendung im Straßenbau dar. Dort wird Gussasphalt überwiegend als Deckschicht auf Bundesautobahnen eingebaut. Neben dieser Verwendung ist der Baustoff auch im Brückenbau sowie in Trog- und Tunnelbauwerken als Bestandteil der Abdichtung mit Polymerbitumen-Schweißbahnen oder Flüssigkunststoffen als Dichtungsschicht zu finden. Der Anteil beträgt auch hier etwa 25 %. Die Anteile in den Einsatzgebieten schwanken jährlich geringfügig in Abhängigkeit von der jeweiligen Auftragslage.

### Straßenbelag
Da mangelhafte Verdichtung nach dem Einbau eine Hauptursache für die Beeinträchtigung der Dauerhaftigkeit von Asphaltdecken ist, bietet sich der Einsatz von Gussasphalt im Asphaltstraßenbau an.
Im Straßen- und Brückenbau sind (beispielsweise in Deutschland gemäß ZTV Asphalt-StB) die Mineralstoffgemische 0/11, 0/8, und 0/5 üblich. Dabei kommt das Mineralstoffgemisch vorwiegend 0/5 im Fuß- und Radwegbau zum Einsatz. Für lärmtechnisch optimierte Deckschichten werden auch auf Bundesautobahnen Gemische 0/8 und sogar 0/5 mm eingesetzt. Inzwischen finden Gussasphalte, in der Regel mit dem Größtkorn 5 mm, auch Verwendung als Abdichtungsschicht unter offenporigem Asphalt; hier besteht die Aufgabe des Gussasphaltes darin, die darunter liegenden Asphaltschichten vor Wasserzutritt aus dem offenporigen Asphalt zu schützen. Die Standfestigkeit wird in erster Linie über die Härte des Mörtels und damit über die Härte des Bitumen gesteuert. Die Korngröße spielt eine untergeordnete Rolle für die Standfestigkeit.
Als Bindemittel zur Verwendungen Schutz-, Zwischen- und Asphaltdeckschichten aus Gussasphalt werden je nach Belastungsklasse/Flächenart viskositätsveränderte Bindemittel nach den E KvB oder Bindemittelarten und -sorten nach den TL Bitumen StB zur Verwendung mit viskositätsveränderten Zusätzen verwendet.
Der Bindemittelanteil beträgt bei Gussasphalt im Straßenbau 6,5 – 8,5 M.% (bei konventionellem Asphalt: 5,5 – 7,7 M.%). Bei Einsatz von Straßenbaubitumen kann dem Asphaltgemisch Naturasphalt zugesetzt (1 bis 2 %) werden. Die Verarbeitungstemperatur wurde in den vergangenen Jahren von den früher üblichen ca. 250 °C, auf 230 °C abgesenkt.
Gussasphalt ist besonders dauerhaft und alterungsbeständig.
Zur Oberflächenbearbeitung und zur Verbesserung der Anfangsgriffigkeit wird bei Gussasphaltdeckschichten im Straßenbau ein Abstreuen mit Splitt der Korngrößen 2/5, 2/4 oder 1/3 ausgeführt. Für Randstreifen und Entwässerungsrinnen wird die Gussasphaltoberfläche mit einem trockenen Quarzsand 0/2 abgestumpft.
Eine Sonderform des Gussasphaltes stellt der so genannte Olympia-Mastix dar. Dabei handelt es sich um eine rund 2 bis 3 cm dicke Gussasphaltschicht mit einem erhöhten Bindemittelgehalt, in die etwa 15 bis 20 kg/m² angewärmter Kiesel der Körnung 2/4 oder 4/8 eingestreut und leicht eingewalzt wird. Auf diese Weise lassen sich ansprechende Gussasphaltflächen beispielsweise für Parkwege gestalten. Entwickelt wurde der Olympia-Mastix beim Bau der Außenanlagen für das Olympiazentrum in München 1972.

### Bodenbelag
Gussasphaltestrich ist ein bitumengebundener Estrich aus Splitt, Bitumen, Sand und Gesteinsmehl, der in Innenräumen entweder als Unterschicht für einen Fußbodenbelag verwendet oder mehrfach geschliffen zu einem matten bis glänzenden Oberboden veredelt wird, wie zum Beispiel mit Terrazzo Bodenbelag. Er ist schwellenlos und fugenfrei herstellbar und stellt einen wasserdichten, hohlraumfreien und praktisch wasserdampfdichten Fußboden dar.

#### Merkmale
Der Baustoff besitzt eine geringe Wärmeleitfähigkeit und ist zur Wärmedämmung gut geeignet. Aufgrund dieser Eigenschaften wird er als angenehm und fußwarm empfunden. Durch seine große innere Dämpfung (28 mal höher als bei Beton) und niedrige Körperschall-Leitfähigkeit mindert er die Trittschallübertragung zu anderen Bauteilen. Im Verbund mit anderen Dämmsystem kann eine Verminderung des Trittschalls um bis zu 33 dB(A) erreicht werden.
Des Weiteren ist es möglich, Spannungen aus Temperaturschwankungen oder langsam ablaufenden Bauwerksbewegungen durch seine natürliche Elastizität rissfrei abzubauen. Aufgrund seiner Viskoelastizität ist er abriebfest und verkraftet das Befahren mit schweren Fahrzeugen. Hinsichtlich des Brandschutzes kann der Gussasphaltestrich als schwer entflammbar eingestuft werden, da er zu 90 % aus Gestein besteht. Aufgrund bestehender Gutachten ist eine Verwendung in Fluchtwegen zulässig (Brandschutzklasse B-s1 nach EN 13501-1 bzw. B1 nach DIN 4102-4).
Weiterhin sind seine Recyclingfähigkeit sowie die Beständigkeit gegenüber Säuren und Laugen von Vorteil. Zudem ist die Einbauzeit bei Gussasphaltestrich extrem kurz: Nach zwei bis drei Stunden hat dieser Estrich seine Endfestigkeit erreicht und kann weiter geschliffen oder bearbeitet werden. Die Einbauhöhe kann äußerst gering bemessen werden, so hat Gussasphaltestrich bei geeignetem Untergrund eine Mindestnenndicke von 2,5 cm (bei Flächenlasten ≤ 2 kN/m²).
Da keine Hydratation (wie beispielsweise bei Zementestrich) stattfindet, wird beim Einbau keine Feuchtigkeit in das Bauwerk gebracht. Dies ist vor allem bei der Altbausanierung von Vorteil. Problematisch ist dagegen die Gefahr von Verformungen infolge des Einwirkens von Einzellasten.

#### Einsatzbereiche
Gussasphaltestrich wird eingesetzt im Bau von gewerblichen und öffentlichen Objekten und Büros oder auch im privaten Wohnungsbau. Des Weiteren findet er Anwendung für eine außen und innen durchgehende Optik für fließende Räume und Terrassen, in Bädern als eingearbeitete Duschwanne und als Wandbekleidung. In der Altbausanierung wird er eingesetzt zur Erhöhung der Trittschall- oder Wärmedämmung und zur Herstellung einer Sperrschicht gegen aufsteigende Feuchte. Die Verwendung als Heizestrich ist ebenfalls möglich.
Gussasphaltestriche im Hoch- und Industriebau werden gemäß DIN 18560 „Estriche im Bauwesen“ hergestellt. Die Gussasphaltmassen müssen DIN EN 13813 „Estrichmörtel und Estrichmassen - Eigenschaften und Anforderungen“ entsprechen.
Gussasphaltestrichmassen für beheizte und unbeheizte Räume werden mit Hartbitumen hergestellt, die härter sind als Straßenbaubitumen. Für Beläge im Freien werden auch Straßenbaubitumen eingesetzt. Gussasphaltestriche können mit allen Bodenbelägen belegt werden.
In Industrieanlagen werden Gussasphaltestriche meist direkt, d. h. ohne weitere Bodenbeläge genutzt. In der modernen Architektur werden ebenfalls Gussasphaltestriche zunehmend direkt genutzt – meist jedoch farbig gestaltet oder geschliffen ausgeführt.
Geschliffener Gussasphalt kann eine Wirkung wie ein herkömmlicher Terrazzo entfalten, wenn die vorhandenen Poren entsprechend verspachtelt werden und der Schliff, in mehreren Abstufungen, fein genug ausgeführt wird.
Gegen den Einsatz von Gussasphalt als geschliffener Boden steht lediglich seine geringe Resistenz gegenüber Ölen, Fetten und Lösungsmitteln, die jedoch in normal belasteten Räumen nicht relevant ist.

### Abdichtung
Bei der Verarbeitungstemperatur (maximal 230 °C) liegt im Gussasphalt infolge des größeren Wärmeausdehnungskoeffizienten von Bitumen ein geringer Bitumenüberschuss vor. Hieraus ergibt sich die Verstreichbarkeit. Nach dem Abkühlen sind die Hohlraumgehalte des Körnungsgemisches voll mit Bitumen gefüllt. Gussasphalt ist daher praktisch wasserdicht und hohlraumfrei (laut DIN). Es verbleiben jedoch stets Kugelporen im Material, die die Dichtigkeit jedoch nicht beeinflussen.
Gussasphalt wird daher auf Brücken, in Trögen und Tunnels (siehe beispielsweise ZTV-ING) sowie im Ingenieurbau als Bestandteil von Abdichtungen (siehe DIN 18195 „Bauwerksabdichtungen“) eingesetzt.

## Normen und Standards
Europa
- EN 12970 – Gussasphalt und Asphaltmastix für Abdichtungen – Definitionen, Anforderungen und Prüfverfahren
- EN 13108-6 – Asphaltmischgut – Mischgutanforderungen – Teil 6: Gussasphalt
- EN 13813 – Estrichmörtel, Estrichmassen und Estriche – Estrichmörtel und Estrichmassen – Eigenschaften und Anforderungen

Deutschland
- DIN 18317 VOB Vergabe- und Vertragsordnung für Bauleistungen – Teil C: Allgemeine Technische Vertragsbedingungen für Bauleistungen (ATV) – Verkehrswegebauarbeiten – Oberbauschichten aus Asphalt
- DIN 18354 – VOB Vergabe- und Vertragsordnung für Bauleistungen – Teil C: Allgemeine Technische Vertragsbedingungen für Bauleistungen (ATV) – Gussasphaltarbeiten
- DIN 18560 – Estriche im Bauwesen
- Zusätzliche Technische Vertragsbedingungen und Richtlinien für den Bau von Fahrbahndecken aus Asphalt (ZTV Asphalt-StB 01)
- Technische Lieferbedingungen Asphalt-STB 07

Schweiz
- SN 640440 – Gussasphalt, Mastix; Konzeption, Ausführung, Anforderungen an die eingebauten Beläge
- SN 640441 – Asphalt – Gussasphalt; Mischgutanforderungen
- SIA 283 – Gussasphalt für Abdichtungen, Schutz- und Nutzschichten sowie für Bodenbeläge und Estriche